# Тошнер
Тошнер — деревня в Волжском районе Республики Марий Эл. Входит в состав Петъяльского сельского поселения.

## География
Находится в южной части республики приблизительно в 30 км к северо-востоку от Волжска и в 75 км к юго-востоку от Йошкар-Олы.

## История
Известна с 1795 года как выселок Ташнур 1-й из деревни Петъялы с 16 дворами. В 1859 году здесь проживало 194 жителя (26 дворов), в 1886 году 214 жителей (47 дворов), в 1921 283 (60 дворов), в 1980 299 (77 хозяйств). В советское время работали колхозы «Онар», «Ленин корно» («Ленинский путь»), «Дружба», позже совхоз «Дружба» (и далее СХПК «Дружба»).

## Население
| 2002 | 2010 |
| ---- | ---- |
| 179  | ↘167 |

Национальный состав: мари — 98 % в 2002 году.